# Azt hittem, ismerlek (televíziós sorozat)
Az Azt hittem, ismerlek (eredeti cím: Pieces of Her) 2022-es amerikai drámasorozat, amelyet Charlotte Stoudt alkotott, Karin Slaughter azonos című regénye alapján. A főbb szerepekben Toni Collette, Bella Heathcote, Omari Hardwick, David Wenham és Jessica Barden látható.
Amerikában és Magyarországon 2022. március 4-én mutatta be a Netflix.

## Ismertető
Andy, egy 30 éves nő, aki egy helyi étkezdében halálos lövöldözésbe keveredik. Pillanatokkal később szemtanúja lesz, ahogy édesanyja, Laura erőszakkal, könnyedén felszámolja a fenyegetést. Ahogy Andy elkezdi felgöngyölíteni édesanyja azon a napon elkövetett tetteit, új fordulatot vesz az egész családi kapcsolatukról alkotott nézete. Hamarosan újra felbukkannak anyja múltjának alakjai, és Andy menekülni kényszerül. Útja során megpróbálja megtalálni az igazságot, amelyet anyja régen eltemetett.

## Szereplők

### Főszereplők
| Szereplők          | Színész         | Magyar hang    | Leírás |
| ------------------ | --------------- | -------------- | --- |
| Laura Oliver       | Toni Collette   | Bertalan Ágnes | Beszédpatológus és mellrák-túlélő, aki a Belle Isle-ben él, és sötét múltja van; később kiderül, hogy az igazi neve Jane Queller. |
| Andy Oliver        | Bella Heathcote | Gáspár Kata    | Laura lánya, aki visszaköltözött, hogy gondoskodjon az édesanyjáról.                                                              |
| Gordon Oliver      | Omari Hardwick  | Galambos Péter | Laura volt férje és Andy mostohaapja.                                                                                             |
| Jasper Queller     | David Wenham    | Epres Attila   | A Quellcorp jelenlegi vezérigazgatója                                                                                             |
| Jane Queller       | Jessica Barden  | Molnár Ilona   | Laura fiatalabb énje az 1980-as évek végén, aki egy befolyásos gyógyszeripari vezérigazgató lánya volt.                           |
| Michael Vargas     | Jacob Scipio    | Pál András     | Szövetségi rendőrbíró. |
| Nick Harp fiatalon | Joe Dempsie     | Fehér Tibor    | Jane egykori szeretője és a Változó Világ Hadserege nevű belföldi terrorista csoport vezetője az 1980-as évek végén.              |

### Mellékszereplők
| Szereplők               | Színész        | Magyar hang    | Leírás                                                                               |
| ----------------------- | -------------- | -------------- | ------------------------------------------------------------------------------------ |
| Martin Queller          | Terry O’Quinn  | Rába Roland    | A Quellcorp alapítója és korábbi vezérigazgatója, valamint a Queller testvérek apja. |
| Charlie Bass            | Gil Birmingham | Király Attila  | Laura tanúvédelmi programjának kezelője                                              |
| Nick Harp               | Aaron Jeffery  | Stohl András   | Andy biológiai apja, aki 30 éve szökésben van.                                       |
| Jasper Queller fiatalon | Jasper Queller | Molnár Levente | Jasper fiatalabb énje az 1980-as évek végén.                                         |
| Arthur Gibson           | Ewen Leslie    | Zöld Csaba     |                                                                                      |

### Magyar változat
- Magyar szöveg: Dittrich-Varga Fruzsina
- Hangmérnök: Sajgai Róbert
- Vágó: Kránitz Bence
- Gyártásvezető: Kablay Lica
- Szinkronrendező: Molnár Ilona
- Produkciós vezető: Haramia Judit

A szinkront az Iyuno Hungary készítette.

## Epizódok
| Sor. | Év. | Cím                   | Rendező      | Író                               | Premier          |
| ---- | --- | --------------------- | ------------ | --------------------------------- | ---------------- |
| 1.   | 1.  | 1. epizód (Episode 1) | Minkie Spiro | Charlotte Stoudt                  | 2022. március 4. |
| 2.   | 2.  | 2. epizód (Episode 2) | Minkie Spiro | Anna Fishko                       | 2022. március 4. |
| 3.   | 3.  | 3. epizód (Episode 3) | Minkie Spiro | Sharon Hoffman                    | 2022. március 4. |
| 4.   | 4.  | 4. epizód (Episode 4) | Minkie Spiro | Dan LeFranc                       | 2022. március 4. |
| 5.   | 5.  | 5. epizód (Episode 5) | Minkie Spiro | Jerome Hairston és Sharon Hoffman | 2022. március 4. |
| 6.   | 6.  | 6. epizód (Episode 6) | Minkie Spiro | Anna Fishko és Dan LeFranc        | 2022. március 4. |
| 7.   | 7.  | 7. epizód (Episode 7) | Minkie Spiro | Michelle Denise Jackson           | 2022. március 4. |
| 8.   | 8.  | 8. epizód (Episode 8) | Minkie Spiro | Charlotte Stoudt                  | 2022. március 4. |

## A sorozat készítése
2019. február 5-én jelentették be, hogy a Netflix 8 epizódos sorozatrendelést adott a produkciónak. 2019. február 5-én jelentették be, hogy a sorozatot Charlotte Stoudt készítette, aki egyben alkotója és vezető producer is, Lesli Linka Glatterrel és Bruna Papandreával együtt. A sorozatban részt vevő produkciós cégek a Made Up Stories és az Endeavor Content. Stoudt íróként is jegyzik, míg Minkie Spiro mind a nyolc epizódot rendezte.

### Forgatás
A sorozat forgatása eredetileg 2020. március 16-án kezdődött volna és 2020. július 17-én fejeződött volna be Burnabyban. 21,58 millió ausztrál dolláros kormányzati beruházást követően, amelyet A pók feje gyártásával megosztva a helyi gazdaság fellendítése érdekében a Covid19 világjárvány idején a produkciót Sydneybe csábították, ahol a forgatásra 2021 elején került sor.